# Далеко від Москви
«Далеко від Москви» — радянський художній фільм режисера Олександра Столпера, знятий за однойменною книгою Василя Ажаєва в 1950 році на кіностудії «Мосфільм».

## Сюжет
Фільм про героїчну працю на будівництві нафтопроводу на Далекому Сході на початку Великої Вітчизняної війни. В сибірській тайзі йде будівництво, молоді хлопці-фахівці рвуться на фронт, при цьому здійснюючи трудові подвиги в тилу.

## У ролях
- Микола Охлопков —  Василь Максимович Батманов, начальник будівництва нафтопроводу
- Павло Кадочников —  Олексій Миколайович Ковшов, заступник головного інженера будівництва
- Валеріан Квачадзе —  Георгій Давидович Берідзе, головний інженер будівництва
- Григорій Кириллов —  Петро Юхимович Грубський, автор проекту нафтопроводу
- Сергій Столяров —  Олександр Іванович Рогов, начальник буддільниці
- Лев Свердлін —  Михайло Борисович Залкінд, секретар міськкому і парторг будівництва
- Марк Бернес —  Умара-Магомет, зварювальник
- Олександр Ханов —  Кузьма Кузьмич Тополов, співавтор проекту нафтопроводу, «дід»
- Степан Крилов —  Солнцев, шофер
- Віктор Бубнов —  Карпов, голова колгоспу
- Леонід Кміт —  Махов, шофер
- Тетяна Махова —  Тетяна Петрівна Васильченко, інженер по зв'язку
- Іветта Кисельова —  Женя Козлова, «непоганий економіст»
- Володимир Соловйов —  Єфімов, начальник дільниці
- П. Іванов —  Генка Панков, підліток-робітник
- Павло Оленєв —  Мерзляков, деморалізований начальник дільниці на протоці
- Володимир Владиславський —  Ліберман, постачальник
- Олександр Хвиля —  Писарєв, уповноважений Комітету оборони і секретар крайкому партії в Рубєжанську
- Сергій Гурзо —  Петя Гудкін, проектувальник
- Євген Калузький —  епізод  (немає в титрах)
- Георгій Чорноволенко —  Фурсов, проектувальник  (немає в титрах)
- Любов Соколова —  Ольга Федорівна, лікар  (немає в титрах)
- Кирило Зашібін —  епізод
- Лев Фричинський —  епізод
- Роза Макагонова —  Женя  (немає в титрах)
- Олександра Панова —  секретар Батманова  (немає в титрах)
- Віктор Ключарєв —  секретар крайкому  (немає в титрах)
- Віра Бурлакова —  комсомолка
- Іван Переверзєв —  інженер  (немає в титрах)
- Всеволод Сафонов —  учасник наради  (немає в титрах)
- Юрій Тимошенко —  телеграфіст

## Знімальна група
- Режисер — Олександр Столпер
- Сценарист — Михайло Папава, Василь Ажаєв
- Оператори — Олександр Шеленков, Іоланда Чен
- Композитор — Микола Крюков
- Художник — Євген Куманьков